# Бронятуро
Броняту̀ро (на италиански: Brognaturo, на местен диалект Vrunnatùri, Врунатури) е село и община в Южна Италия, провинция Вибо Валентия, регион Калабрия. Разположено е на 755 m надморска височина. Населението на общината е 662 души (към 2012 г.).